# Swanage
Swanage è un paese di 10 568 abitanti della contea del Dorset, in Inghilterra, affacciato sulla Manica e situato nella penisola nota come isola di Purbeck. Si trova in collina, con un notevole panorama, tra rocce altissime e lunghe spiagge di sabbia fine. È meta balneare, con un clima mite e soleggiato. Il paese deve gran parte della sua notorietà ad un rinomato college, l'Harrow House International College. La città offre una variegata offerta culturale e di svago: pub inglesi tradizionali, ristoranti, caffè tipici, parchi d'attrazione, mercati, mostre d'arte, feste locali, concerti, cinema, teatri. È possibile fare un viaggio a bordo di un treno a vapore storico. A Swanage si svolgono numerosi festival che si ripetono ogni anno, come lo Swanage Jazz Festival a luglio e lo Swanage Regatta & Carnival ad agosto. A sud di Swanage è un grande globo fabbricato di pietra di Portland.
Lungo il suo litorale è stato girato dal gruppo musicale Coldplay il video per la loro canzone Yellow.

## Amministrazione

### Gemellaggi
- Rüdesheim am Rhein, Germania